# Ekranoplano

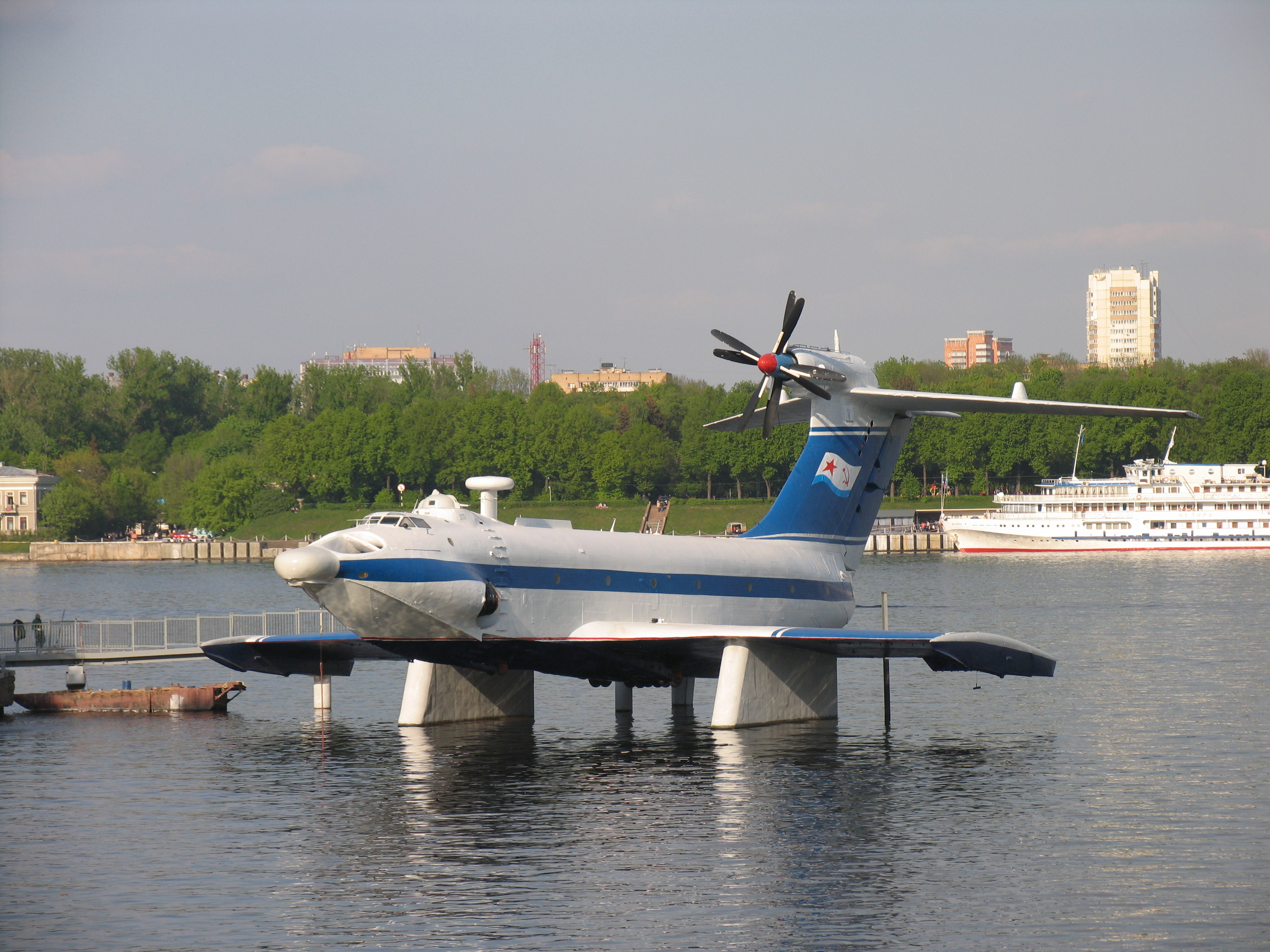
A-90 Orlyonok.

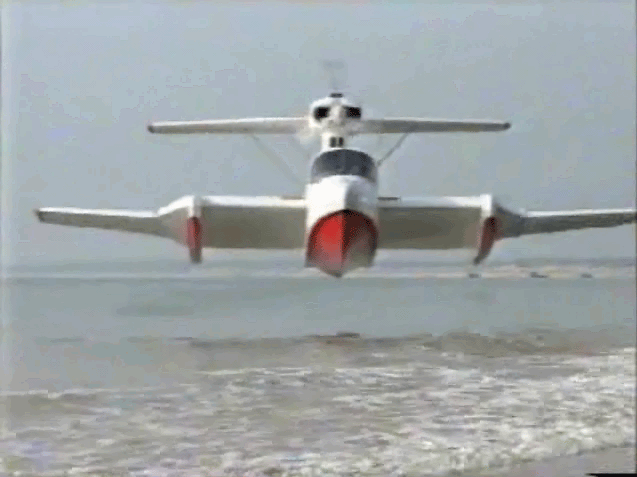

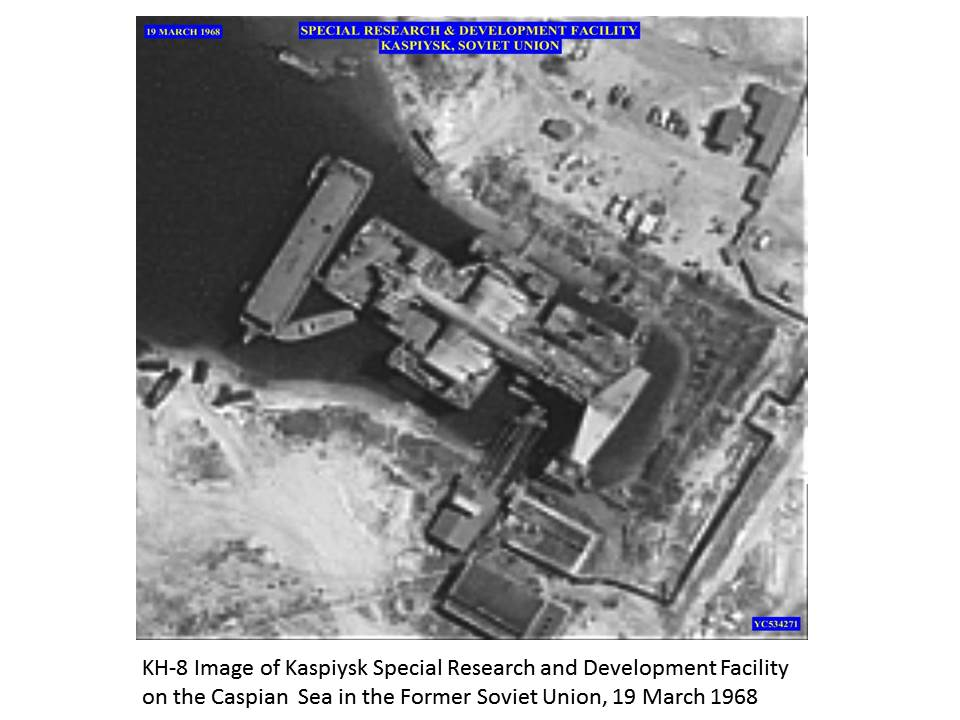
Kaspiysk rd 1968

Un ekranoplano (del ruso: экраноплан) es un vehículo parecido a un avión, aunque casi nunca sale de la influencia del efecto suelo (a pocos metros de altitud), donde vuela sobre un colchón de aire de manera similar a como lo haría un aerodeslizador. Su nombre es una derivación de la denominación que recibe en ruso el efecto suelo: ecranniy effect (экранный эффект).
Este tipo de aeronaves fue concebido por la Oficina de Estudios Especiales (OKB)-Alexeiev, situada en Nizhny Nóvgorod, y tiene el precedente de los trabajos del ingeniero alemán Alexander Lippisch.
Una vez en marcha, el ekranoplano no mantiene ningún contacto con el agua, y es capaz de volar sobre el mar, terrenos nevados o helados e incluso sobre llanuras libres de obstáculos.

## Estructura y técnica de vuelo
Para volar, los ekranoplanos utilizan el efecto suelo. A diferencia de los aviones convencionales que se benefician de una aspiración hacia arriba por efecto de la sustentación, los ekranoplanos utilizan para volar la sobrepresión que se produce delante y debajo de sus alas, que forma un colchón de aire que asegura una cierta sustentación del aparato.
Para poder hacer esto, los ekranoplanos tienen unas alas especiales. Mientras que en los aviones convencionales las alas son bastante finas en los extremos para evitar que se formen turbulencias que reducen la sustentación del aparato, los ekranoplanos tienen alas cuadradas para que el colchón de aire que se forma bajo las alas sea lo mayor posible. Además, las alas están "partidas" alrededor de la mitad de su longitud, con el fin de dirigir el flujo del aire hacia la parte inferior del aparato. Este diseño alar tiene el inconveniente de que aumentan los vórtices de punta de ala e inducen resistencia aerodinámica que frena al ekranoplano. Sin embargo, este efecto es compensado sobradamente por el efecto suelo. De esta manera, el ekranoplano consume menos carburante pero a medida que toma altitud, el efecto suelo desaparece, tomando mayor importancia los vórtices que frenan al aparato y que hacen que el consumo de combustible aumente.

## Historia

### Inicios

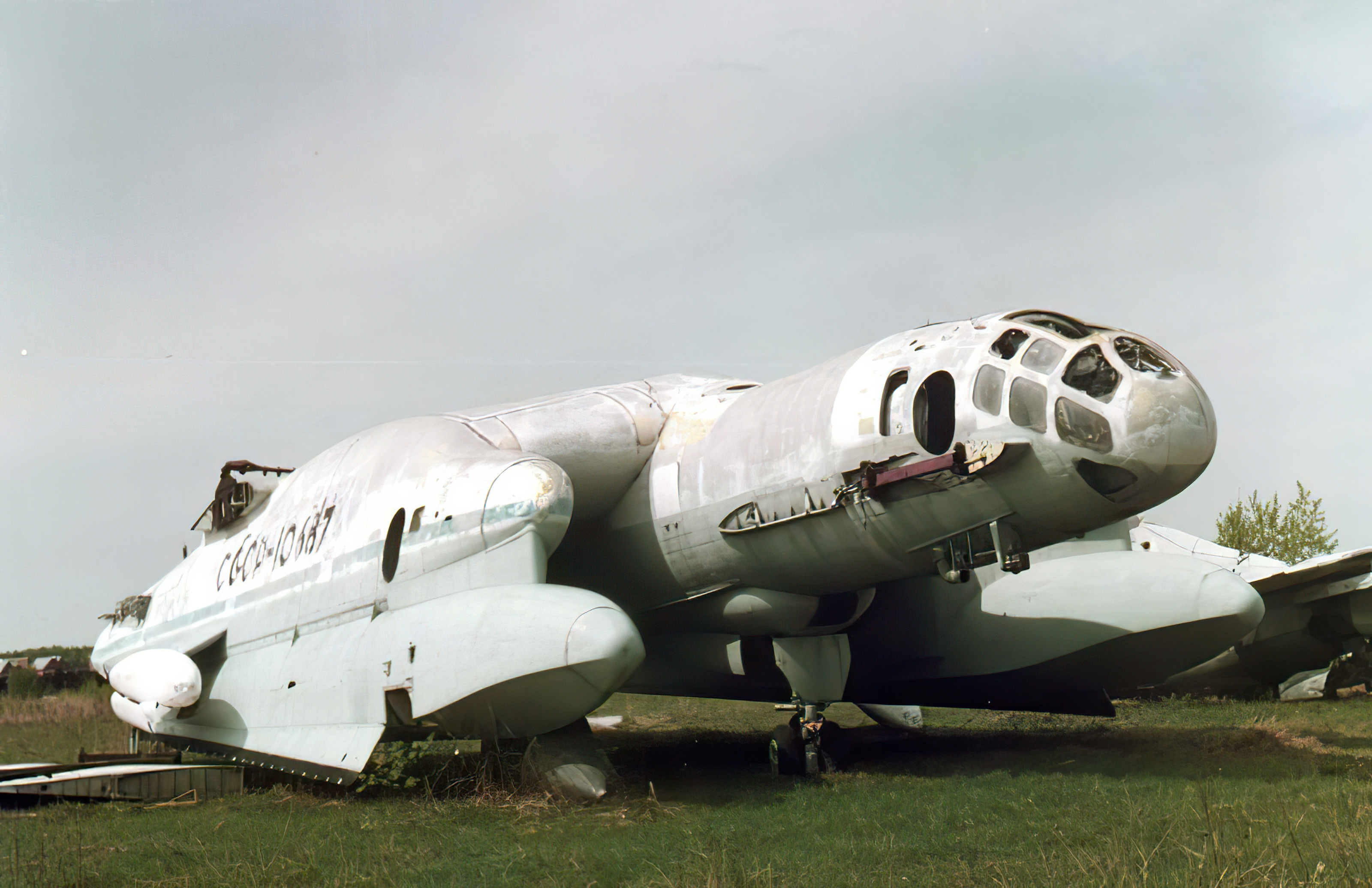
VVA-14, en el Museo Central de las Fuerzas Aéreas, Монино (Moscú), 1998.

Los ekranoplanos soviéticos aparecieron durante la Guerra Fría. Por aquel entonces, las dos superpotencias de la época, los Estados Unidos y la URSS, intentaban aventajar al oponente por todos los medios y en todos los aspectos (económico, científico, técnico e incluso deportivo). Así, a comienzos de la década de 1950, el ingeniero soviético Rostislav Alexeiev, que trabajaba en la mejora de los hidroalas, imaginó un nuevo tipo de aparato que solventará las limitaciones irresolubles de estos, nada más y nada menos que un barco capaz de volar, y solicitó financiación para continuar con su investigación. Nikita Jrushchov, entonces máximo dirigente de la Unión Soviética, le concedió fondos ilimitados.[cita requerida]
Para lograr la mejor forma posible, Alexeiev realizó cientos de modelos a escala, construidos con cartón piedra. Con ayuda de un tobogán, los lanzaba a poca altura sobre el agua, con tal de comprobarlos en la práctica. Otros ejemplos de aparatos basados en el efecto suelo fueron los desarrollados por el ingeniero alemán Alexander Lippisch, el X-113, de 1970, y el X-114, para 6 pasajeros, de 1977. Otros constructores, con intención comercial o experimental, realizaron aparatos de este tipo en fechas posteriores. El nombre en inglés del dispositivo es 'Ramwing'.[cita requerida]

### ElMonstruo del Mar Caspio
Tras construir algunos prototipos, en 1966 se fabricó el ekranoplano KM, también llamado 903 Lun. Los servicios de inteligencia occidentales, en estado de confusión e incapaces de averiguar la auténtica naturaleza del ekranoplano, dieron en llamar a estos objetos masivos y muy rápidos «Monstruos del Mar Caspio», ya que esta era la región donde hacían sus evoluciones. El avión pesaba 544 toneladas, medía 106 metros de longitud y 42 m de envergadura y era capaz de superar los 400 km/h. Sus diez motores Dobryin vd-7, de 98KN cada uno, lo elevaban más de 30 centímetros sobre el agua, pero no podía elevarse a más de 3 metros por riesgo a estrellarse. Podía hacer frente a olas de más de 5 metros sin ningún problema, y se construyó para que sirviera como laboratorio volante para los científicos hasta 1980.
Sin embargo, el KM desapareció en un accidente. Tras una ráfaga de viento que desestabilizó al aparato, el piloto, desobedeciendo las consignas de pilotaje del ekranoplano que le aconsejaban aproximarse a la superficie en caso de algún problema, optó —como habría hecho en el caso de tratarse de un avión convencional— por elevarse, con lo que el ekranoplano perdió sustentación y se estrelló contra el agua. Quedó sumergido desde entonces, hasta que volvió a salir a la superficie en el 2020, en las costas del mar Caspio, cerca de Derbent.

### Bartini Beriev VVA-14
El ekranoplano Bartini Beriev VVA-14 (вертикально взлетающая амфибия (Vertikal`no-Vzletayuschaya Amphibia),en ruso, "aeronave anfibia de despegue vertical") es un prototipo de vehículo con diseño inusual, desarrollado por la Unión Soviética durante la década de 1970. Diseñado con la capacidad de despegar desde la superficie del agua y volar a altas velocidades y grandes distancias, el VVA-14 fue desarrollado con el fin de cumplir una solicitud militar soviética de una aeronave que pudiese rastrear y destruir los misiles submarinos Polaris de la marina de los Estados Unidos durante la guerra fría.
El VVA-14 fue diseñado con características radicales por Roberto Bartini (diseñador aeroespacial de origen italiano) en colaboración con la Oficina de Diseño Beriev. Con apariencia de un avión de combate, contaba con una inusual cabina delantera, amplia ala central, con un turborreactor en la parte superior y flotadores individuales. El desarrollo del Beriev Bartini VVA-14 estaba previsto en tres etapas: El primer ekranoplano, el VVA-14M1, un vehículo de prueba conceptual, diseñado para poner a prueba tanto la aerodinámica en general y la tecnología adicional que podría ser utilizada. El primer VVA-14M1 fue equipado con pontones rígidos en los extremos de la sección central del ala y, más tarde, estos se sustituyeron por pontones inflables. El segundo prototipo, el VVA-14m2 iba a ser más avanzado, con dos motores que debían proporcionar empuje en la cavidad bajo el ala para dar ascenso, y luego una serie de motores de elevación se iban a instalar para conseguir capacidad VTOL (despegue vertical).El VVA-14m3, tercera etapa del proyecto, sería la aeronave final lista para el combate, vehículo VTOL, totalmente equipado con armas de guerra antisubmarina, con equipo operacional Bor-1 MAD (detector de anomalías magnéticas) y otros.
El primer VVA-14 fue terminado en 1972. Su primer vuelo fue en una pista de aterrizaje convencional. En 1974, el avión era retro-equipado con pontones inflables, pero resultó ser molesto en su operación. Los primeros vuelos de prueba anfibios se iniciaron en junio de 1975. 
Tras la muerte de Bartini en 1974, el proyecto se ralentizó y, finalmente, cancelado después de haberse llevado a cabo 107 vuelos, con un tiempo total de vuelo de 103 horas. El único ekranoplano VVA-14 existente se retiró al Museo de la Fuerza Aérea de la Federación Rusa en Mónino, el año 1987. El avión todavía se encuentra en el museo en un estado desmantelado.

### El Orlyonok

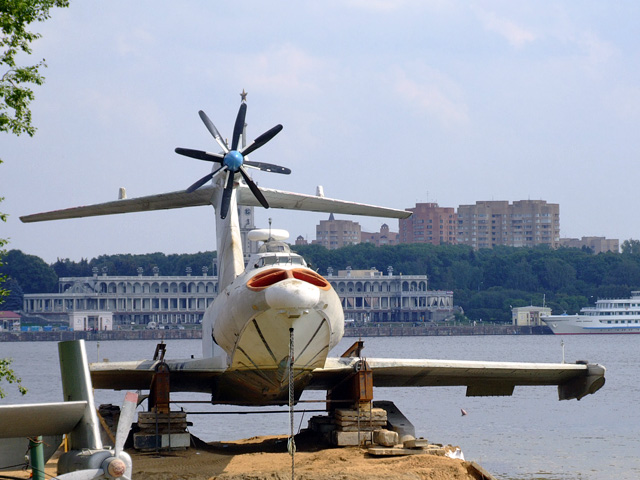
A-90 Orlyonok.

En 1972 se crea un nuevo ekranoplano, el Orlyonok o Орлёнок (que en ruso significa «la pequeña águila»). Mide 58 m de largo y sus alas son más finas que las del Monstruo del Mar Caspio. Está concebido para misiones de asalto.
Su desarrollo fue apoyado por el Mariscal Dmitri Ustínov, ministro de Defensa de la URSS. Inicialmente se planeó construir alrededor de 120 ekranoplanos A-90 Orlyonok que serían destinados a la Armada Soviética. Posteriormente se redujo su número a menos de 30 vehículos, con intención de ser incorporados a las flotas del Mar Negro y el Mar Caspio. Ustinov moriría en 1985 y el nuevo ministro de Defensa, el Mariscal Sokolov interrumpió la financiación del programa. Se construyeron únicamente 3 o 4 unidades, realizando su último vuelo en 1993.
El comando de la Armada soviética de la década de 1960 estaba muy interesado en un transporte militar rápido capaz de transportar una gran carga útil. La Oficina Central de Diseño de Hidroala fue una de las organizaciones que trabajaban en este proyecto de alto secreto, del que se sabía poco hasta la caída de la Unión Soviética. El diseñador jefe R.E. Alexeyev diseñó varios prototipos en la década de 1960. A principios de la década de 1970, Alexeyev diseñó un Ekranoplan de tamaño mediano para ser utilizado como transporte militar. El nuevo vehículo se llamaba "Orlyonok" ("Aguilucho"). La primera unidad voladora (S-21) se probó inicialmente en el río Volga en el otoño de 1972, y al año siguiente se desmanteló y se transportó al Mar Caspio para continuar con las pruebas. En 1975, el S-21 se estrelló durante las pruebas, más tarde demostró que se debía a una deficiencia en la aleación utilizada para el casco. Se usó una aleación diferente en todas las unidades posteriores construidas.

### El Lun
En 1980, aparece el Lun (o Лунь que en ruso significa «el autillo»). Con una capacidad de carga de 100 toneladas, su misión consistía en transportar y lanzar bombas nucleares. Esta aeronave de 74 m sería la única de su clase, puesto que las reducciones presupuestarias sufridas por el ejército soviético obligaron a suspender el programa.
El ekranoplan de clase Lun es un vehículo de efecto tierra (GEV) diseñado por  Rostislav Evgenievich en 1975 y utilizado por las armadas soviética y rusa desde 1987 hasta algún momento a fines de la década de 1990.

Características Generales
Despegue máximo: kg 400,000
Carga útil;  kg 137,000
Longitud: m 73,80
Altura: m 19,2
Envergadura:  m 44,00
Área del ala: m 2550,00
Velocidad máxima: km / h. 500
PowerPoint: 8 x NK-87
Empuje: kg 8 x 13.000
Techo práctico: m 5 a 300
Alcance práctico: km 4,500
Capacidad de pasajeros:  300 personas (máx. Hasta 600)
Personal: 99

### El Spasatel
Spasatel (Спасатель "The Rescuer" Project 9038) es un proyecto ekranoplan, originalmente planeado por el Ministerio de Defensa soviético, que en ese momento se clasificó como "Top Secret".  Originalmente, el vehículo estaba destinado a servir como portador de misiles del proyecto Lun, pero luego se convirtió en una ambulancia, pero nunca se completó.  Rusia ha revivido el vehículo de efecto terrestre de 600 toneladas métricas de peso de despegue máximo (1,300,000 lb; 600,000 kg) que se utilizará para operaciones de búsqueda y rescate en el Ártico y el Pacífico, así como la entrega de carga y tropas (hasta  550 tropas) a bases militares remotas.

Despegue máximo:   kg	400.000
Carga útil:        kg	137,000
Longitud:          m	73,80
Altura:            m	19,2
Envergadura:       m	44,00
Área del ala:      m²	550,00
Velocidad máxima:  km / h.	500
Planta de energía: 8 x NK-87 en fuselaje delantero
Empuje:            kgf	8 x 13.000
Techo de servicio: m	5 hasta 300
Alcance:           km	4.500
Pasajeros:	        300 (máximo hasta 600)
Personal:	          9 9

### Ekranoplanos en la actualidad

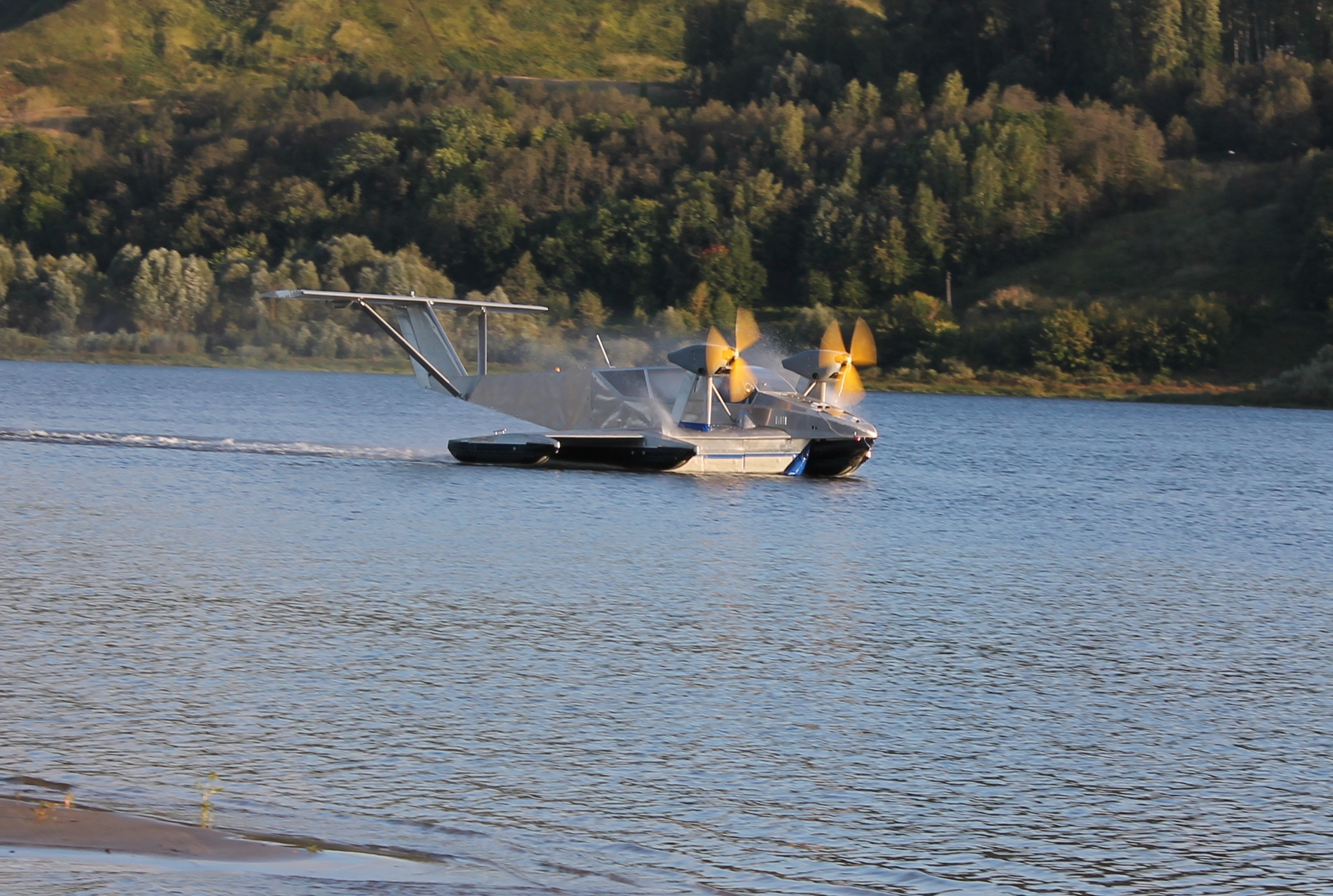
Tungus

Los 3 o 4 únicos ekranoplanos A-90 Orlyonok construidos (con un renovado diseño del casco) y el único de la clase Lun permanecen en una base naval cerca de Kaspiysk.
Desde la desaparición de la Unión Soviética los ekranoplanos han venido construyéndose en los Astilleros del Volga, en Nizhny Nóvgorod, ubicados en las coordenadas 56°21′58.08″N, 43°52′14.26″E. El constructor aeronáutico ruso Beriev (conocido por sus hidroaviones y aviones anfibios) se encuentra desarrollando el Beriev Be-2500, un ekranoplano con el que se pretende lograr una capacidad de carga de 2500 toneladas (de ahí su denominación).
El constructor aeronáutico estadounidense Boeing inició el Proyecto Pelican, pretendiendo construir un nuevo ekranoplano que sería la aeronave más grande jamás construida (casi duplica las dimensiones del actual poseedor del título, el Antonov An-225-Mriya). El ejército estadounidense estuvo interesado en el proyecto dado su posible uso como un medio de transporte rápido de tropas y material militar a través de los océanos Pacífico y Atlántico. Sin embargo para 2005 abandonó el proyecto, al considerar que podría ser muy caro crear un prototipo y la implicación de una tecnología que podría generar accidentes.
En China e Irán también ha habido un resurgimiento del interés por este tipo de transporte. Por su parte, Rusia ha establecido un programa de pruebas para el nuevo modelo «Sterj 10» en el año 2013.
Marina de la compañía "Aerohod" (Nizhny Novgorod, Rusia) en 2014 prueba individual de un modelo de ekranoplano "Tungus". De los resultados de las pruebas está previsto iniciar el diseño y construcción de aparatos con una capacidad de 4 a 70 pasajeros.
Una compañía de Malasia, Wig Technologies, ha desarrollado un modelo para transporte llamado Airfish 8.
Propulsado por un motor V8 a gasolina de 500 CV de potencia. 
Por el momento sin éxito en la comercialización.
Wigetworks